# The Engineer's Daughter (film 1911)
The Engineer's Daughter è un cortometraggio muto del 1911 diretto da George Melford: fu interpretato da Carlyle Blackwell, Alice Joyce e William Clarence Rowe.

## Trama
Trama e critica su Stanford.edu

## Produzione
Il film fu prodotto dalla Kalem Company.

## Distribuzione
Il film - un cortometraggio in una bobina - uscì nelle sale degli Stati Uniti il 10 novembre 1911, distribuito dalla General Film Company.